# Битва при Саллі
Битва при Саллі (фін. Sallan taistelut) — військові дії, які велася між радянськими та фінськими військами поблизу містечка Салла на півночі Фінляндії під час Радянсько-фінської війни 1939—1940 років. Радянські війська мали наказ просунутися через Саллу до Кеміярві та Соданкюля, а звідти до Рованіемі всього за два тижні. Звідти вони повинні були просунутися до Торніо і розрізати Фінляндію на дві частини. Фінським військам вдалося зупинити радянський наступ прямо на сході від Кеміярві. В останні дні лютого 1940 року фінські війська були замінені шведськими, норвезькими та датськими добровольцями Скандинавського добровольчого корпусу, яким командував генерал Ернст Ліндер.

## Передумови

### Протилежні плани

#### Радянська підготовка
З 1938 року Радянський Союз виношував плани завоювати Фінляндію. Покладаючись частково на інформацію, надану фінськими комуністами, детальна розвідка про фінську інфраструктуру була підготовлена влітку 1939 року і була викладена у книзі на 200 сторінок, яка була розповсюджена серед сил вторгнення. Радянській 9-й армії (командував комкор Михайло Духанов, а з 22 грудня комкор Василь Чуйков) було доручено вторгнутись у Фінляндію між Кугмо та Саллою і розрізати країну навпіл, просунувшись до берегів Ботнічної затоки. У рамках наступу 9-ї армії 122-га стрілецька дивізія, прибувши з Польщі 8 листопада 1939 року, повинна була захопити Саллу та Кеміярві і просунутися до містечка Рованіемі протягом двох тижнів, звідки наступ буде продовжено до Торніо біля фінського кордону зі Швецією. Радянське командування очікувало лише легкого опору, а військам було наказано не перетинати кордон Швеції.
В 1939 році СРСР почав будувати залізницю від Кандалакши до фінського кордону, використовуючи рабську працю 100 тис. в'язнів. В кінці 1930-х років було вдосконалено існуючі дороги та побудовано нові від Мурманської залізниці до фінського кордону, в тому числі, дорога від Кандалакші до Алакуртті.

#### Фінська підготовка
Поліпшення радянської інфраструктури та концентрація їх військ біля кордону, що дозволило збільшити до 40 000 військовослужбовців у регіоні, мало вплинуло на фінське оперативне планування на півночі Фінляндії. Фінський генеральний штаб не вірив, що Радянські війська розпочнуть великий наступ з регіону Білого моря на Фінляндію. В результаті роботи з укріплення ключових дорожніх маршрутів на півночі Фінляндії розпочалися лише восени 1939 року.
Сили на півночі Фінляндії перебували під командуванням штабу Лапландської групи, який, в свою чергу, очолював і Північно-Фінляндську групу. У фінів поблизу Салли, був один окремий батальйон (Er.P 17) та одна рота (Er.K Kojonen), які повинні були вести активну маневрену оборону шляхом перетину кордону, припиняючи наступ радянського полку, який очікувався в цьому районі та перерізання радянських ліній зв'язку та постачання, тим самим сковуючи радянські сили. Фінський генеральний штаб вважав наявну силу в цьому районі недостатньою навіть для виконання цієї місії, але не міг виділити більше, тим самим відірвавши частину військ від важливішого Карельського перешийка. Коли Фінляндія в жовтні 1939 року здійснила загальну мобілізацію, генеральний штаб підвів підсумки ситуації і дійшов висновку, що навіть обмежені наступальні операції через кордон виходять за межі їх можливостей, тому лише оборонні та сковуючі операції практикувались у навчанні.
Фінська розвідка 15 жовтня оцінила військові сили СРСР в районі Мурманськ-Кандалакша в кількості однієї стрілецької дивізії. Фіни очікували більшої концентрації радянських сил у майбутньому. З 30 листопада СРСР мав в цьому районі вже чотири дивізії.

### Військова географія
Південна Лапландія на 80 % покрита лісами та болотами. У рельєфі переважають покриті лісом осипи, які оточують великі болота та озера. У грудні 1939 року озера та болота ще не були достатньо замерзлими для підтримки руху танків та автомобільних транспортних засобів, але це стало неактуальним, оскільки зима прогресувала і температура знижувалася до -40°С, що також ускладнювало військові дії.
Таким чином, рух поза межами доріг був неможливим для великих військових формувань. Лише одна дорога існувала від радянського кордону до містечка Салла. Шляхова мережа була краще розвинена на захід від містечка, з численними невеликими шляховими відгалуженнями для підтримки маневрових рухів військ та оточення оборонних сил.

## Хід боїв

### Фінляндія
На початку війни в районі було лише кілька фінських військових підрозділів. 17-й окремий батальйон (Er.P 17) або «батальйон Салла» був мобілізований ще до війни. Основна його частина складалася з сил прикордонної охорони. З 11 грудня 1939 року фінські війська в цьому районі входили до Лапландської групи (Lapin Ryhmä), якою командував генерал-майор Курт Мартті Валленіус. Після 5 грудня піхота, артилерія, міномети та протитанкові частини повинні були посилити захисників. Загальна кількість фінських сил у районі становила приблизно 3500.

### Радянський Союз
СРСР атакував 122-ю стрілецькою дивізією. Затримка у наступі змусила радянське командування, наприкінці грудня 1939 року, підсилити наступ ще 88-ю стрілецькою дивізією.

## Битва

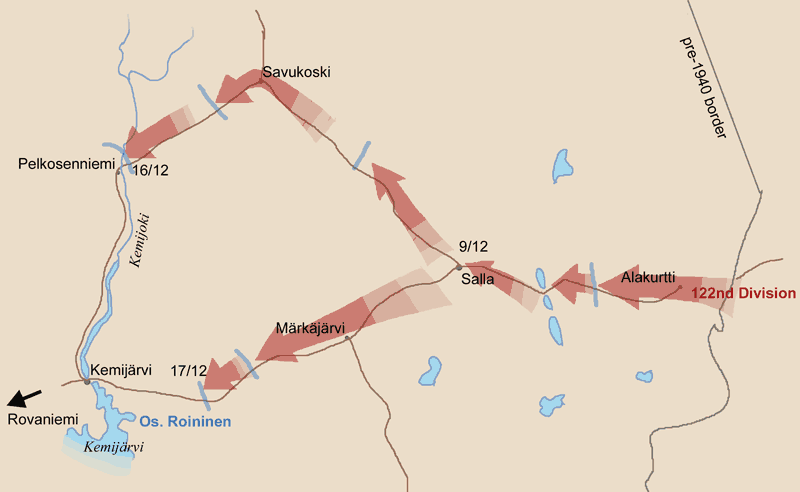
Радянський наступ з 30 листопада по 17 грудня 1939 року

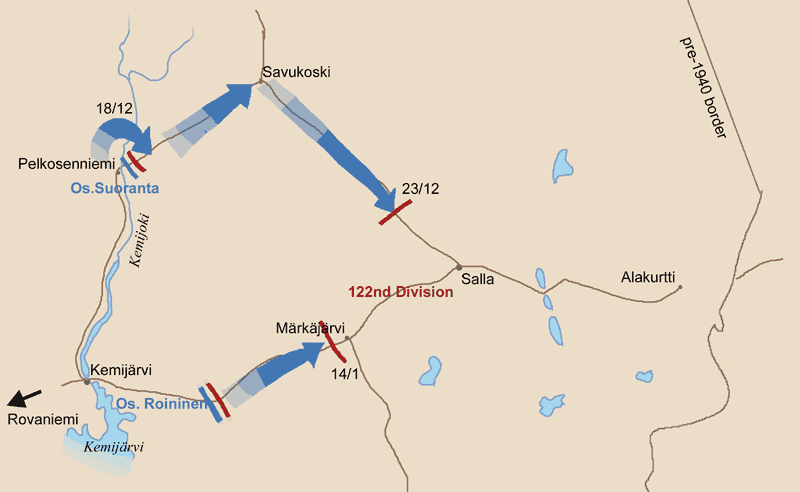
Фінські контратаки і відступ радянських військ у другій половині грудня — початок січня.

Радянські війська тіснили фінів до річки Кемійокі, але не змогли прорвати фінську оборону на річці. Тепер радянські лінії постачання були розтягнуті на довжину до 145 кілометрів. Фіни скористалися такими невигідними радянськими позиціями, здійснивши атаки лижними військами на радянські лінії зв'язку та постачання. Третина радянських військ була прив'язана до їх охорони. 13 січня радянське командування було змушене дати наказ 122-ій дивізії відступити до села Мяркяярві.
Наступні два місяці бойові дії були млявими, крім невеликих сутичок та взаємним обміном артилерійським вогнем. 13 березня, в останній день війни, радянські війська розпочали масивну вогневу атаку за допомогою артилерії, авіації та піхотної зброї в рамках запланованого відновлення наступальних операцій у напрямку Рованіемі. Скандинавські добровольці пережили найбільш важкий день війни: 10 вбитих та 30 поранених.
Загалом фіни зазнали втрат у 1100 осіб, у тому числі 650 загиблих або зниклих безвісти і 450 поранених. У скандинавських добровольців загинуло 33 особи, 50 поранених та 130 обморожених. Загальні Радянські втрати в цих боях оцінюються в 4000 осіб.